# Diotimana
Diotimana is een kevergeslacht uit de familie van de boktorren (Cerambycidae). De wetenschappelijke naam van het geslacht werd voor het eerst geldig gepubliceerd in 1942 door Hawkins.

## Soorten
Diotimana omvat de volgende soorten:
- Diotimana ardleyi Gressitt, 1959
- Diotimana simonthomasi Gressitt, 1959
- Diotimana undulata (Pascoe, 1859)